# John Abthorpe
John Abthorpe (* 19. Januar 1933 in Mansfield; † 7. Juli 2005 ebenda) war ein englischer Fußballspieler.

## Karriere
Abthorpe war in der Saison 1952/53 als Amateur bei den Wolverhampton Wanderers aktiv und kam dort zunächst für die Juniors zum Einsatz und erzielte im Saisonverlauf auch sechs Treffer in sieben Einsätzen für die Reservemannschaft in der Central League. In der Saison 1954/55 spielte er für Mansfield United und repräsentierte eine englische Universitäts-Auswahl gegen Schottland und trat für die Leicestershire & Rutland FA in Erscheinung. Nachdem er im August 1955 erfolgreich seinen Abschluss als Bachelor of Science an der Leicester University College gemacht hatte, spielte er bei Notts County vor und überzeugt mit zwei Toren in einem öffentlichen Testspiel. Abthorpe kannte den Trainer von Notts County, George Poyser, bereits aus seiner Zeit in Wolverhampton, wo dieser als Übungsleiter und Chefscout aktiv gewesen war.
Abthorpe behielt seinen Amateurstatus bei Notts County und ersetzte anlässlich einer Partie am 3. September 1955 bei West Ham United den Stamm-Mittelstürmer Jimmy Jackson und soll damit bei der 1:6-Niederlage der erste Amateur des Klubs auf der Mittelstürmerposition seit über 70 Jahren gewesen sein. Bei seinem Debüt in der Football League Second Division erzielte er den Ehrentreffer, nachdem er bei einem Sololauf Malcolm Allison und Noel Cantwell ausgespielt  und mit einem platzierten Schuss abgeschlossen hatte. Für seinen Treffer erhielt er ein Lob vom gegnerischen Mittelläufer Allison: „Er platzierte den Schuss wie ein Veteran als George Taylor, unser Torhüter, den Winkel verkürzte“. Einen Einsatz in der folgenden Partie verhinderte eine gegen West Ham zugezogene Verletzung. Ab Oktober schlossen sich vier weitere Einsätze an, dabei war er beim 1:1 gegen die Doncaster Rovers erneut als Torschütze erfolgreich, ebenso wie in seinem fünften und letzten Auftritt Anfang November bei einem 3:0-Sieg gegen Plymouth Argyle.
Am 7. November 1955 bestritt Abthorpe ein Testspiel mit der englischen Amateurnationalmannschaft, die Partie gegen Crystal Palace ging mit 0:3 verloren. Für das folgende Amateurländerspiel am 12. November gegen Deutschland an der White Hart Lane, wurde er nach einer Leistenverletzung aber nicht rechtzeitig fit und durch Tony Biggs ersetzt. Abthorpe leistete während seiner Zeit bei Notts County seinen Militärdienst ab, im September 1956 erbat der Klub erfolglos um Freigabe bei seiner Einheit, der Royal Artillery in Oswestry.